# Aeschynanthus acuminatus

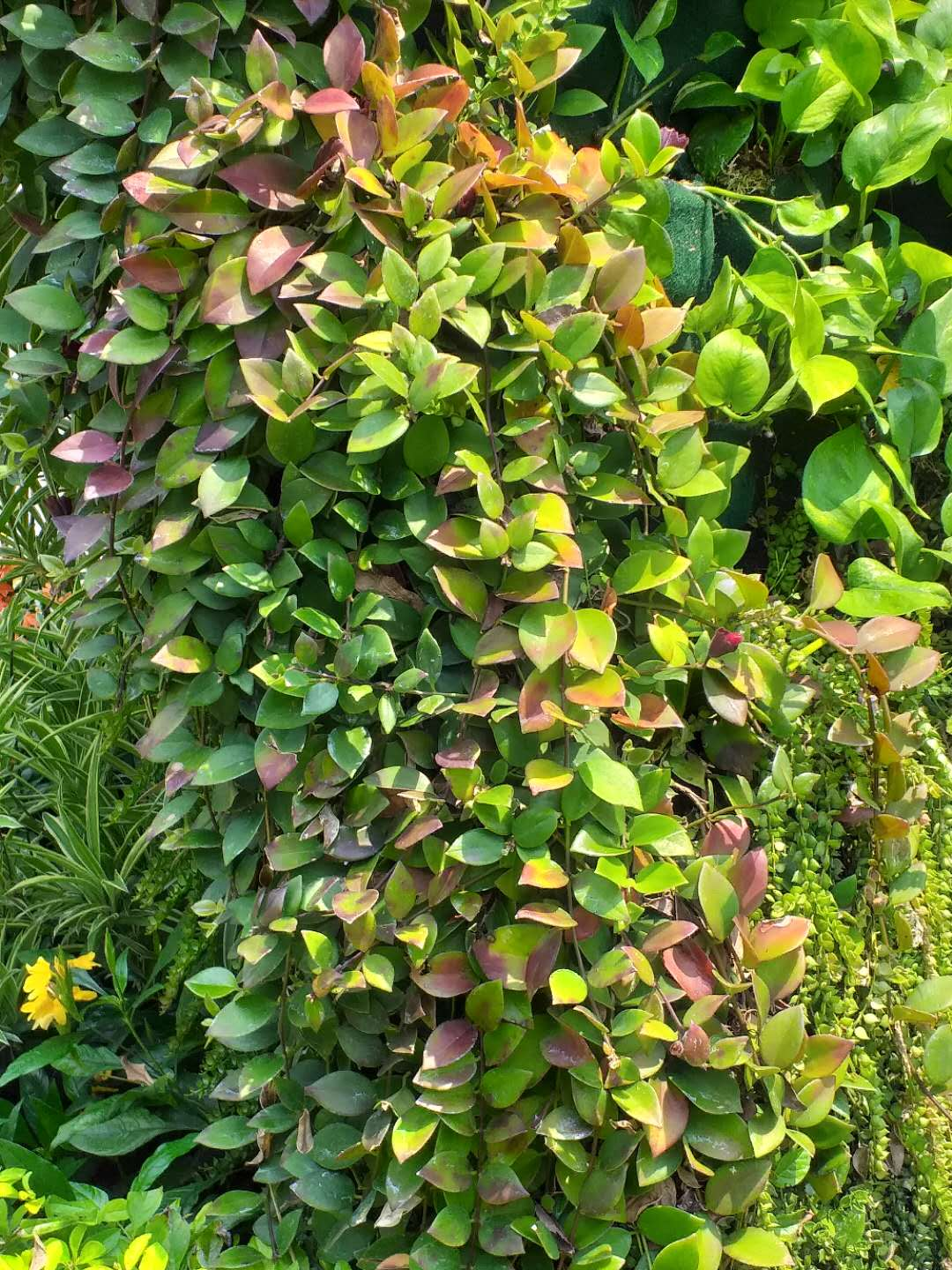
Plant. 2018 Taichung World Flora Exposition, Taiwan.

Aeschynanthus acuminatus är en tvåhjärtbladig växtart som beskrevs av Nathaniel Wallich och A. Dc.. Aeschynanthus acuminatus ingår i släktet Aeschynanthus och familjen Gesneriaceae. Inga underarter finns listade i Catalogue of Life.